# Fort de l'Heurt

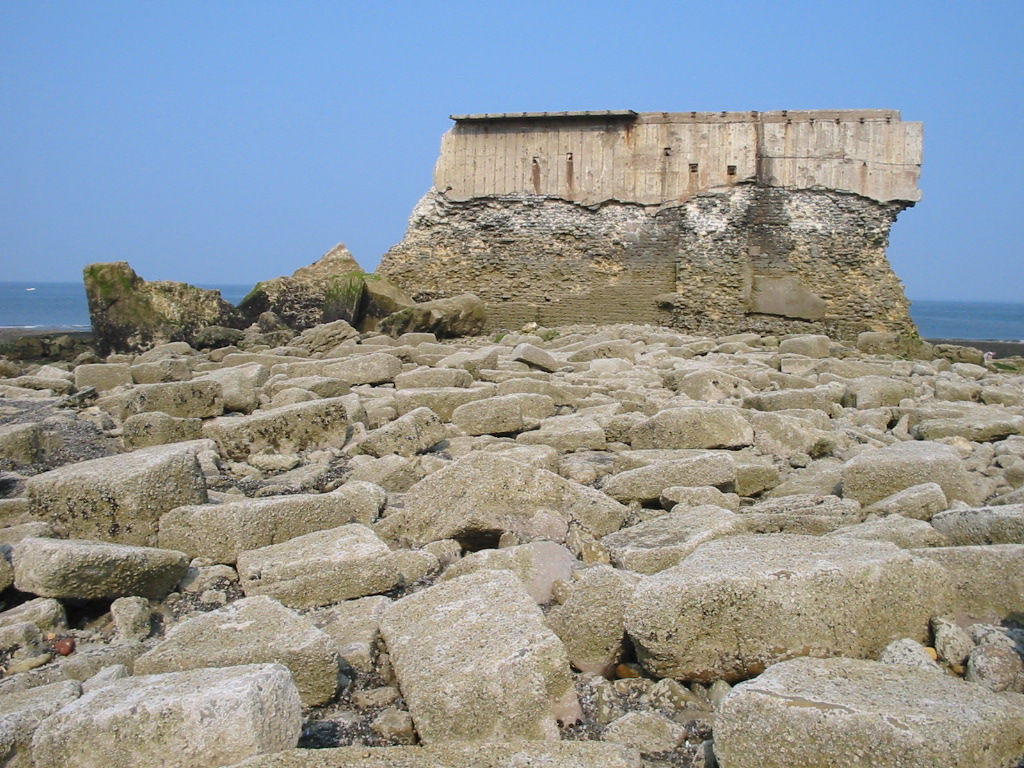
Vue du fort de l'Heurt.

Le Fort de l'Heurt est un fort situé au Portel, près de Boulogne-sur-Mer, dans le département du Pas-de-Calais. C'est un site classé  depuis le 18 avril 1931.
Il fut élevé sur ordre de Napoléon Bonaparte sur des vestiges de l'ancien promontoire Icius du géographe Ptolémée (en mer, face à la ville du Portel) après la rupture du traité d'Amiens par les Britanniques en mai 1803. Cette masse de rochers qui autrefois formait un îlot allant jusqu'à Equihen portait, d'après une ancienne carte britannique, le nom d’Heustrière (ce qui signifie l’île aux huitres). Ce nom serait devenu par contraction Heustre puis Heurt.

## Histoire
Les travaux d'implantation, dirigés par le capitaine du Génie Gouville, commencèrent le 24 mai 1803. Les plans furent signés par le Directeur des fortifications Guillaume Dode de la Brunerie, qui devint Maréchal sous Louis-Philippe Ier.
Lors de la construction, un deuxième fort, copie conforme du Fort de l'Heurt, fut également élevé à Wimereux. Il s'appelait le Fort de la Crèche. Les courriers de Napoléon concernant les travaux parlent souvent de l'avancement des « forts de l'Heurt et de la Crèche ». De ce dernier il ne reste plus rien, si ce n'est la fondation visible en quelques endroits pour les plus avertis. Le Fort de la Crèche résista très mal aux tempêtes car sur les dessins de M. Vaillant (Bibliothèque de Boulogne), on constate qu'en 1870 il était déjà quasiment irréparable, alors que sur d'autres croquis du même peintre datant de 1870, le Fort de l'Heurt apparait entier et non endommagé, (attention, un autre fort s'appelle également le fort de la Crèche, celui-ci, plus récent, date des années 1870. Une association le restaure et lui redonne petit à petit son aspect d'origine).  
Après bien des dommages dus aux tempêtes et aux attaques incessantes des Britanniques, le fort est enfin opérationnel le 16 juillet 1804. Il a alors pour but de protéger le sud du mouillage de la flottille du camp de Boulogne et a un jumeau qui se trouvait à la Pointe de la Crèche.

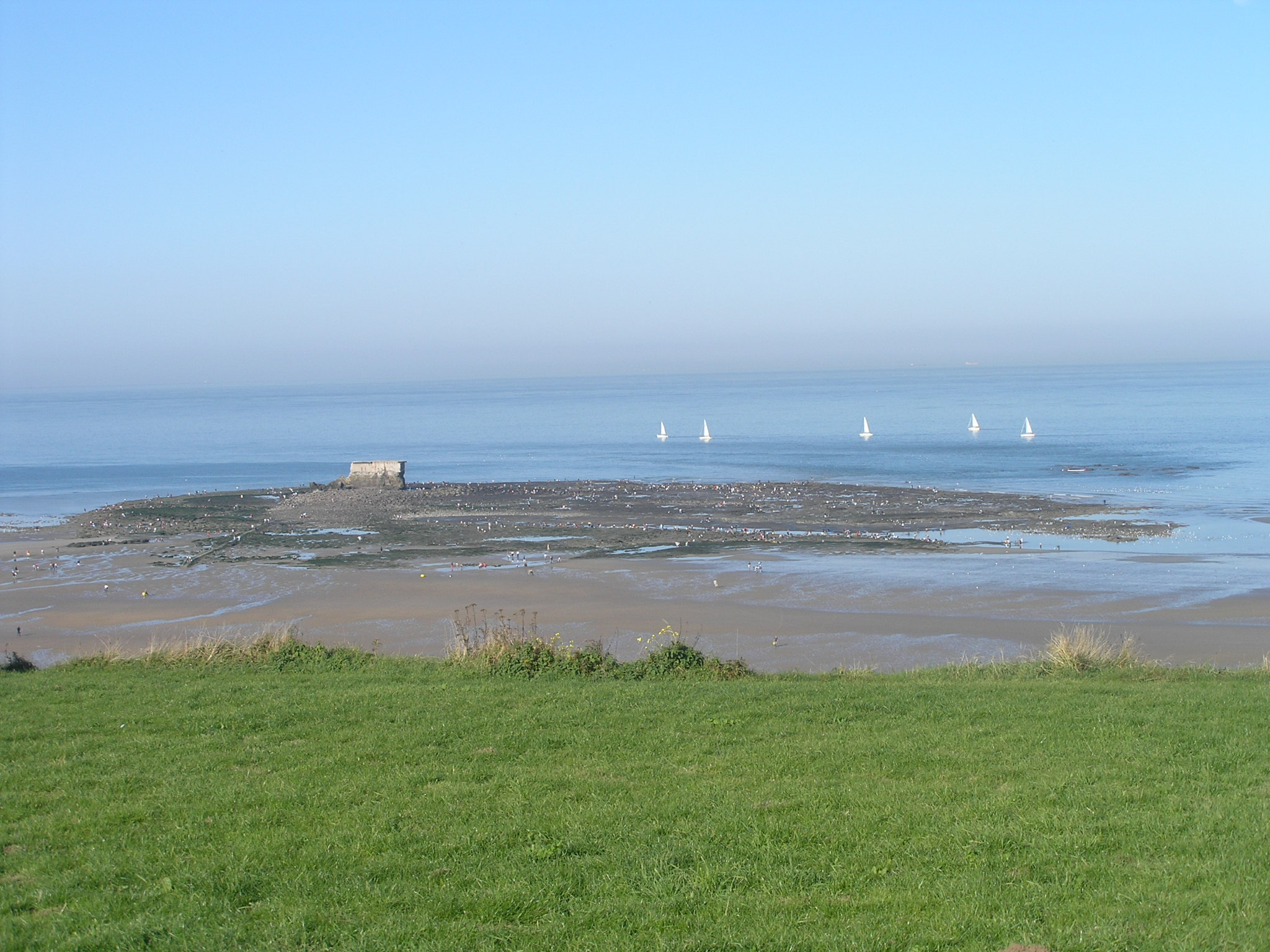
Le Fort de l'Heurt, moulière naturelle.

L'enveloppe extérieure est faite de pierres de taille provenant des carrières d'Ainghem et de Wimille, d'une dimension de 1,90 m × 1,30 × 0,40 m. Les contreforts et noyaux qui subsistent encore de nos jours sont en maçonnerie de moellons liés avec un mortier de ciment ou de chaux.
On accède à l'intérieur du fort par une porte à l'aide d'une échelle, puis à la plateforme supérieure par un escalier circulaire qui se trouvait dans la tour.
La terrasse s'élevait à 41 pieds (13,50 m) au-dessus des rochers et couvrait 175 m2 ; elle formait un demi-cercle d'un développement de 150 m autour duquel étaient alignés, derrière un parapet, 12 canons de 36 et 4 obusiers à grande portée de 6". Au centre de la plateforme se trouvaient 3 mortiers de 12".
Pendant la Seconde Guerre mondiale, les Allemands y coulèrent une dalle de béton afin d'y installer une batterie de DCA, ce qui aura pour effet de consolider l'ensemble des ruines du bastion et de le préserver jusqu'à nos jours. Toutefois, une grosse tempête en novembre 1998 provoque la chute d’une partie de l'ouvrage. Depuis 1977 une association (ASFHPP) se bat pour sa sauvegarde avec notamment un projet de consolidation  dont l’étude est réalisée par Philippe Prost, architecte spécialisé dans les monuments en mer.

## Classement
Un site classé ou inscrit est un espace (naturel, artistique, historique…) profitant d'une conservation en l'état (entretien, restauration, mise en valeur...) ainsi que d'une préservation de toutes atteintes graves (destruction, altération, banalisation...) en raison de son caractère remarquables au plan paysager. Un tel site justifie un suivi qualitatif, notamment effectué via une autorisation préalable pour tous travaux susceptibles de modifier l'état ou l'apparence du territoire protégé.
Le Fort de l'Heurt est un site classé par arrêté du 18 avril 1931.